# Craig Brann
Craig Brann (* 3. April 1978 in Whitefield, Maine) ist ein US-amerikanischer Jazzmusiker (Gitarre, Komposition) des Modern Jazz.

## Leben und Wirken
Brann zog 1996 aus seiner Heimatstadt Windsor im ländlichen Maine nach New York City, wo er seitdem in der dortigen Jazzszene aktiv ist. Unter eigenem Namen legte er bei SteepleChase mehrere Alben vor; sein Debütalbum Advent(ure) nahm er Mitte 2011 mit Nicholas Kozak (Altsaxophon), Gregory Tardy (Tenor- und Sopran), Joel Weiskopf (Piano), Nicholas Morrison (Bsss) und Jaimeo Brown (Schlagzeug) auf. Bei seiner  Veröffentlichung Mark My Words wirkte  Tenorsaxophonist Mark Turner mit; A Conversation Between Brothers, Branns drittes Album, entstand im Trio mit Bassist Morrison und Schlagzeuger Matt Wilson. 2017 nahm er in Quintett-Besetzung das Album Lineage auf, u. a. mit dem Trompeter John Raymond. Gegenwärtig (2019) leitet er ein Quintett, dem Freddie Hendrix (Trompete), Ethan Herr (Piano), Nick Morrison (Bass) und Sanah Kadoura (Schlagzeug) angehören.